# Marquesat de Montferrer
El marquesat de Monferrer fou un feu del Rosselló creat per carta patent reial de 1675 a favor de la família dels Banyuls de Montferrer, senyors de Montferrer, representada per Carles de Banyuls i Comte. Aquest va morir el 1687 sense fills i el marquesat es va extingir de fet i formalment a la mort de la seva dona Thomassine d'Ardenne el 1693. El juny de 1694 fou atorgat un altre cop a favor de Francesc III de Banyuls i Comte, germà de Carles, pel rei Lluís XIV de França. El marquesat estava format per les terres de Montferrer. El 1953 va morir el marquès Ramon de Banyuls de Montferrer lluitant a Indoxina. Es va extingir el 1971 amb la mort del darrer marquès Pere de Banyuls de Montferrer.